# Carl Wentzel
Carl Hermann Wentzel (ur. 5 grudnia 1895 w Hamburgu, zm. 29 września 1952 tamże) – niemiecki żeglarz, olimpijczyk.
Na regatach rozegranych podczas Letnich Igrzysk Olimpijskich 1928 wystąpił w klasie 6 metrów zajmując 9. pozycję. Załogę jachtu Pan tworzyli również Anton Huber, Erich Laeisz, Hans Paschen i Oswald Thomsen.